# Liste des évêques de Livingstone
Liste des évêques de Livingstone
(Dioecesis Livingstonensis)
La préfecture apostolique de Victoria Falls (ou des Chutes Victoria) est créée le 25 mai 1936, par détachement de celle de Broken Hill.
Elle est érigée en vicariat apostolique et change de dénomination le 10 mars 1950, pour devenir le vicariat apostolique de Livingstone.
Celui-ci est érigé en évêché le 25 avril 1959.

## Est préfet apostolique
- 28 juillet 1936-10 mars 1950 : Vincent Flynn (Vincent Joseph Flynn), préfet apostolique de Victoria Falls.

## Est vicaire apostolique
- 24 mai 1950-25 avril 1959 : Timothy O’Shea (Timothy Phelim O’Shea)

## Sont évêques
- 25 avril 1959-18 novembre 1974 : Timothy O’Shea (Timothy Phelim O’Shea), promu évêque.
- 18 novembre 1974-9 janvier 1984 : Adrian Mung’andu
- 9 janvier 1984-3 mai 1985 : siège vacant
- 3 mai 1985-18 juin 2016 : Raymond Mpezele
- Depuis le 18 juin 2016 : Valentine Kalumba

## Sources
- L'ANNUAIRE PONTIFICAL, sur le site http://www.catholic-hierarchy.org, à la page http://www.catholic-hierarchy.org/diocese/dlivi.html